# Lilly Åkerholm-Fedortjuk
Lilly Augusta Åkerholm-Fedortjuk, född 26 februari 1895 i Stockholm, död 11 maj 1987 i Spånga, var en svensk tidskriftsredaktör, banktjänsteman, målare och tecknare.
Hon var dotter till köpmannen Per Arvid Åkerholm och Hulda Emma Lörner och gift 1941–1961 med Valerian Fedortjuk. Hon studerade konst för Sven Ekblad 1911 och vid Wilhelmsons målarskola i Stockholm 1912–1914 samt under ett flertal studieresor till Paris, Florens och Rom på 1920-talet. Hon arbetade som banktjänsteman 1915–1920 och var därefter anställd som tecknare vid Bonniers veckotidning 1922–1951 där hon efter några år även blev redaktionssekreterare och slutligen redaktör för Bonniers månadstidning. I sitt arbete utförde hon ett stort antal teckningar, affischer, bok- och tidskriftsomslag, som fri konstnär målade hon stilleben, landskap och figurer i olja eller akvarell. Åkerholm-Fedortjuk finns representerad vid bland annat Göteborgs universitetsbibliotek.